# Zipernowsky Károly

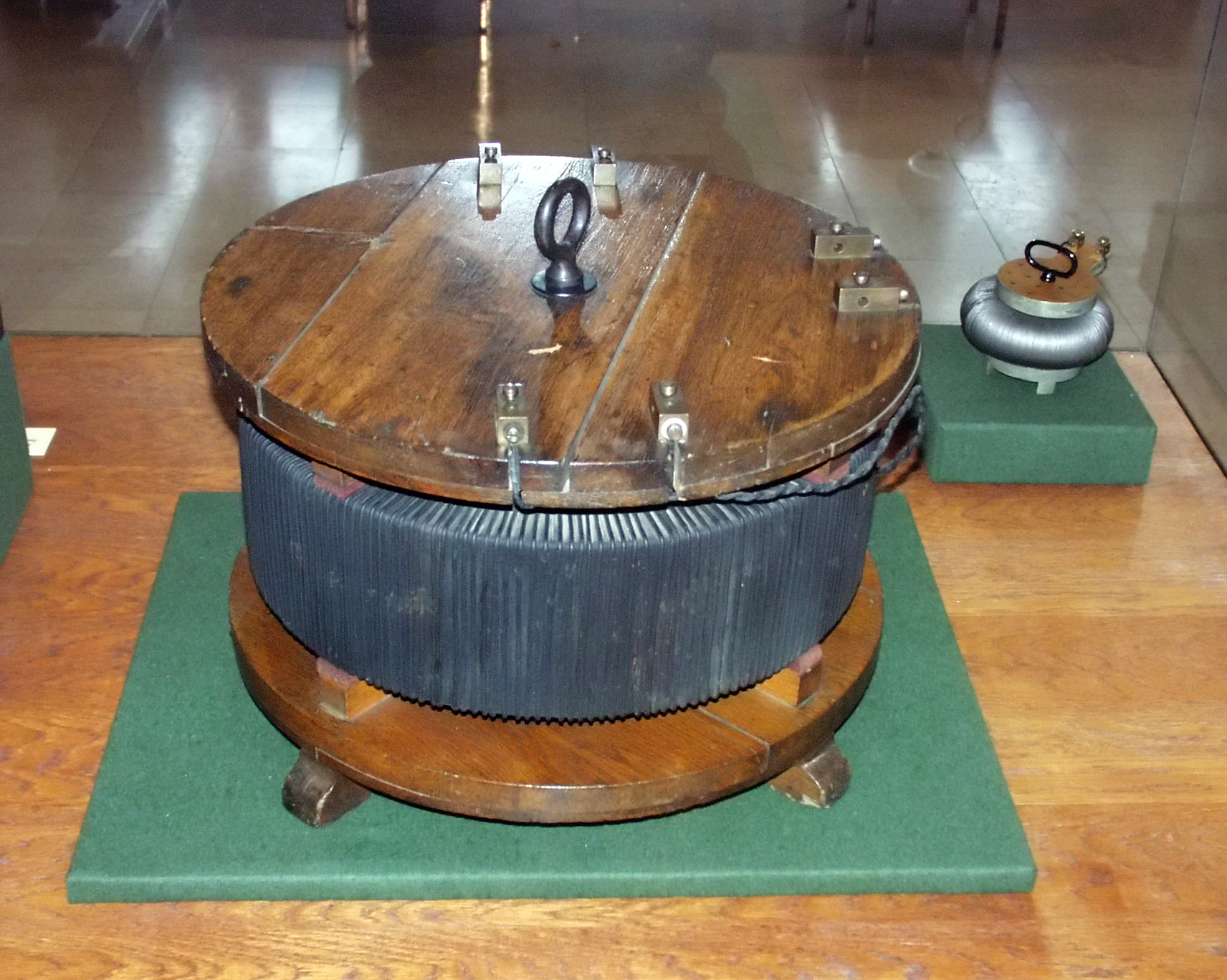
Az első transzformátorok (Déri-Bláthy-Zipernowsky, Budapest, 1885)

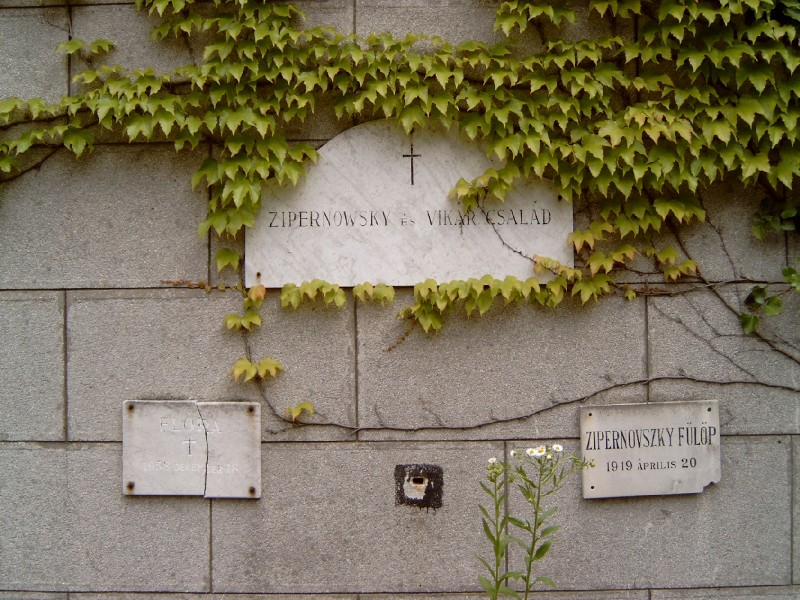
Zipernowsky Károly sírja a budapesti Farkasréti temetőben (Érdi-46. falsírbolt)

Zipernowsky Károly (Bécs, 1853. április 4. – Budapest, 1942. november 29.) magyar mérnök, a transzformátor egyik feltalálója. Érdeklődése középpontjába a váltakozó áramok előállítása és felhasználása került.

## Élete
Édesapja Zipernowsky József könyvelő, édesanyja Fischer Franciska. A piarista gimnáziumban érettségizett Pesten, majd 3 évig gyógyszerészként dolgozott Kecskeméten. Ezután iratkozott be a Királyi József Műegyetemre 1872-ben. Negyedévesen már az akkor fiatal tudománynak számító elektrotechnikáról tartott előadásokat a Mérnök- és Építész-Egylet felolvasó ülésein. Egyik ilyen előadásán figyelt fel rá Mechwart András, a Ganz és Társa Vasöntő és Gépgyár vezérigazgatója.
Mechwart az akkor 25 éves Zipernowskyra bízta a Ganz gyárban 1878-ban létesített új villamos osztály vezetését. Itt néhány hónap alatt Zipernowsky tervei alapján készítették el az öntőműhely világításához szükséges első egyenáramú dinamót, amellyel 56 V feszültségű 12 A áramerősségű egyenáramot termelve szénrudas ívlámpát tápláltak.
Déri Miksa 1882-től lépett a gyár szolgálatába, és Zipernowskyval együtt még ugyanebben az évben öngerjesztésű váltakozó áramú generátort szabadalmaztattak a Nemzeti Színház 1000 izzólámpából álló világításának táplálására.
Figyelme a váltakozó áram felé fordult, mert abban látta a jövőt, míg Edison is, Siemens is úgy ítélte, hogy a váltakozó áramnak nincs jövője, mert a termelt energia elosztása megoldhatatlan feladatnak tűnt.
1883-ban a bécsi nemzetközi elektrotechnikai kiállításon egy 150 lóerős gőzgéphez közvetlenül kapcsolt egyfázisú váltakozóáramú generátort mutattak be, amely a váltakozó áramú rendszer fejlődésében úttörő lépés volt, és méreténél fogva is általános feltűnést keltett. A gép később évekig a Keleti pályaudvar világítását táplálta.
1885-ben Déry és Zipernowsky szabadalmaztatta a párhuzamos kapcsolású, tetszőleges áttételű váltakozóáramú induktorokon alapuló áramelosztó rendszert. Ezt néhány hónap múlva követte legnagyobb jelentőségű munkájának, a zárt vasmagos transzformátornak szabadalmi bejelentése, amelynek Bláthy Ottó is részese volt.
1891-ben egy Bécs-Budapest nagysebességű, 250 km/h sebességű, elektromos motorkocsikon alapuló vonalat javasolt.
Ezzel a váltakozóáramú Ganz-rendszer diadalútja kezdődött, melyet 1893-ig Zipernowsky személyesen vezényelt. Legnagyobb sikere a Róma városát ellátó tivoli erőmű és távvezeték létesítése volt, 1892-ben.
1893-tól a Magyar Tudományos Akadémia levelező tagja volt. Ugyanebben az évben június 11-én kinevezték a Műegyetemen újonnan megalakított Elektrotechnika Tanszék tanszékvezető egyetemi tanárának. Ekkor Zipernowsky megvált a Ganz gyártól, és a továbbiakban tevékenységét az oktatásban és a tudományos közéletben folytatta.
A Műegyetem 1906/1907-es tanévben átadott fizikai-elektrotechnikai épületében (ma F épület) a tanszék saját előadótermet és laboratóriumot kapott, amelyet Zipernowsky korszerű gépekkel szerelt fel. A nagyfeszültségű technika terén a tanszék Európa más egyetemeit és próbatermeit is megelőzte. A terem egykori felszereléséből egy gépcsoport ma is az eredeti helyén található.
Zipernowskyt az 1900-ban megalakult Magyarországi Elektrotechnikusok Egyesülete (ma Magyar Elektrotechnikai Egyesület) 1903-ban Dérivel és Bláthyval együtt tiszteletbeli tagjává nyilvánította, majd 1905-ben Zipernowskyt választották elnöknek.
1912-ben Zipernowsky 5000 koronát adományozott az egyesületnek, hogy annak kamatát minden évben díj gyanánt ítéljék oda. Az egyesületi választmány ezüst Zipernowsky-plakettel egészítette ki a díjat.
Az egyesület 1937-es közgyűlésén már nem vett részt, búcsúlevelét felolvasták, utódja Verebélÿ László lett.
1942. november 29-én Budapesten, élete kilencvenedik évében halt meg.

## Írásai
- A Hock-féle hőléggépről. Magyar mérnök- és építészegylet közleményei, 1878
- Az elektromos világítás története. Magyar mérnök- és építészegylet közleményei, 1880
- Elektromos világítás izzólámpákkal központi állomásokból. Magyar mérnök- és építészegylet közleményei, 1885
- A központi elektromos világítás körül elért újabb eredmények. Magyar mérnök- és építészegylet közleményei, 1886
- Az elektromos áram elosztása transformatorok segítségével. Magyar mérnök- és építészegylet közleményei, 1887
- Villamos vasút függőleges nyommal. Magyar mérnök- és építészegylet közleményei, 1890
- A Zipernowsky-féle függélyes nyomú közúti vasút, (Kny. a Gazdasági Mérnökből). Budapest, 1890
- Nagysebességű elektromos vasutak. Mathematikai és Természettudományi Értesítő, 1891